# Wettina primaria
Wettina primaria är en kvalsterart som beskrevs av Marshall 1929. Wettina primaria ingår i släktet Wettina och familjen Pionidae. Inga underarter finns listade i Catalogue of Life.